# Ehrharta oreophila
Ehrharta oreophila är en gräsart som först beskrevs av Dennis Ivor Morris, och fick sitt nu gällande namn av L.P.M.Willemse. Ehrharta oreophila ingår i släktet Ehrharta och familjen gräs.
Artens utbredningsområde är Tasmanien. Inga underarter finns listade i Catalogue of Life.